# Raión de Kamyziak
El raión de Kamyziak (ruso: Камызя́кский райо́н; kazajo: Құмөзек ауданы, Qumózek aýdany) es un distrito administrativo y municipal (raión) ruso perteneciente a la óblast de Astracán. Se ubica en el sur de la óblast. Su capital es Kamyziak.
En 2021, el raión tenía una población de 45 893 habitantes. Casi tres quintas partes de los habitantes son étnicamente rusos y casi un tercio son étnicamente kazajos.
El raión se extiende a lo largo de la parte central del delta del Volga, desde las afueras meridionales de la capital regional Astracán hasta la costa del mar Caspio.

## Subdivisiones
Comprende la ciudad de Kamyziak (la capital), los asentamientos de tipo urbano de Volgo-Kaspiski y Kírovski y los asentamientos rurales de Verjnekalínovski, Zhan-Aúl, Ivánchug, Karalat, Karaúlnoye, Nikólskoye-Komarovka (con capital en Moriákov), Tuzuklei, Obrastsovo-Trávino, Razdor, Samosdelka, Semibugri y Chagán. Estas quince entidades locales suman un total de 48 localidades.